# Прапор Лос-Сантосу

Прапор Лос-Сантосу

Прапор Лос-Сантосу — прапор панамської провінції Лос-Сантос. Це прапор, який використовувався в провінції Азуеро з 1850 по 1855 рік. Сьогодні цей прапор використовується як прапор провінції Лос-Сантос (спадкоємиця Азуеро). Він був створений в 1821 році, за основу був взятий колумбійський прапор. Синій, жовтий і червоний складають горизонтальний триколор. 